# Athyrium
Athyrium är ett släkte av majbräkenväxter. Athyrium ingår i familjen Athyriaceae.

## Dottertaxa tillAthyrium, i alfabetisk ordning[1]
- Athyrium adpressum
- Athyrium akiense
- Athyrium alpestre
- Athyrium americanum
- Athyrium ammifolium
- Athyrium amoenum
- Athyrium anceps
- Athyrium anisopterum
- Athyrium annae
- Athyrium appendiculiferum
- Athyrium araiostegioides
- Athyrium archboldii
- Athyrium arcuatum
- Athyrium arisanense
- Athyrium arnagi-pedis
- Athyrium asplenioides
- Athyrium atkinsonii
- Athyrium atratum
- Athyrium attenuatum
- Athyrium atuntzeense
- Athyrium austrojaponense
- Athyrium austroorientale
- Athyrium awatae
- Athyrium baishanzuense
- Athyrium baoxingense
- Athyrium bicolor
- Athyrium bomicola
- Athyrium boreo-occidentali-indobharaticola-birianum
- Athyrium bourgeaui
- Athyrium brevifrons
- Athyrium brevisorum
- Athyrium brevistipes
- Athyrium bucahwangense
- Athyrium caespitosum
- Athyrium calophyllum
- Athyrium caudatum
- Athyrium caudiforme
- Athyrium chingianum
- Athyrium christensenii
- Athyrium chungtienense
- Athyrium clarkei
- Athyrium clemensiae
- Athyrium clivicola
- Athyrium concinnum
- Athyrium contingens
- Athyrium costulalisorum
- Athyrium crassicaule
- Athyrium crassipes
- Athyrium criticum
- Athyrium cryptogrammoides
- Athyrium davidii
- Athyrium daxianglingense
- Athyrium delavayi
- Athyrium delicatulum
- Athyrium dentigerum
- Athyrium dentilobum
- Athyrium devolii
- Athyrium dissitifolium
- Athyrium distans
- Athyrium dixitii
- Athyrium dombeyi
- Athyrium drepanopteroides
- Athyrium drepanopterum
- Athyrium dubium
- Athyrium elmeri
- Athyrium elongatum
- Athyrium emeicola
- Athyrium epirachis
- Athyrium erythropodum
- Athyrium excelsius
- Athyrium falcatum
- Athyrium fallaciosum
- Athyrium fangii
- Athyrium ferulaceum
- Athyrium filix-femina
- Athyrium fimbriatum
- Athyrium flabellulatum
- Athyrium flavosorum
- Athyrium foliolosum
- Athyrium fuscopaleaceum
- Athyrium gedeanum
- Athyrium grantii
- Athyrium guangnanense
- Athyrium gurungae
- Athyrium gymnogrammoides
- Athyrium hahasimense
- Athyrium hainanense
- Athyrium heterocarpum
- Athyrium himalaicum
- Athyrium hirtirachis
- Athyrium hisatsuanum
- Athyrium hochreutineri
- Athyrium hohenackerianum
- Athyrium ikutae
- Athyrium inabaense
- Athyrium infrapuberulum
- Athyrium inouei
- Athyrium interjectum
- Athyrium intermixtum
- Athyrium iseanum
- Athyrium jinshajiangense
- Athyrium kathmanduense
- Athyrium kawabatae
- Athyrium kawabataeoides
- Athyrium kenzo-satakei
- Athyrium khasimontanum
- Athyrium kidoanum
- Athyrium kirishimaense
- Athyrium kumaonicum
- Athyrium kuratae
- Athyrium kutaiense
- Athyrium lantangense
- Athyrium latinervatum
- Athyrium leiopodum
- Athyrium lewalleanum
- Athyrium lineare
- Athyrium lobulosoimpolitum
- Athyrium longius
- Athyrium ludingense
- Athyrium mackinnoniorum
- Athyrium majus
- Athyrium manickamii
- Athyrium mantoniae
- Athyrium maoshanense
- Athyrium masachikanum
- Athyrium masamunei
- Athyrium masayukianum
- Athyrium medium
- Athyrium medogense
- Athyrium megayakusimense
- Athyrium melanolepis
- Athyrium mengtzeense
- Athyrium mentiens
- Athyrium microphyllum
- Athyrium micropterum
- Athyrium minakuchii
- Athyrium minimum
- Athyrium minutum
- Athyrium mohillense
- Athyrium morobense
- Athyrium multifidum
- Athyrium multijugum
- Athyrium multipinnum
- Athyrium mupinense
- Athyrium myer-dreesii
- Athyrium nakanoi
- Athyrium neglectum
- Athyrium neoelegans
- Athyrium nepalense
- Athyrium nephrodioides
- Athyrium newtonii
- Athyrium nikkoense
- Athyrium nitidulum
- Athyrium oblitescens
- Athyrium obtusilimbum
- Athyrium omeiense
- Athyrium oosorum
- Athyrium oppositipennum
- Athyrium otophorum
- Athyrium pachyphyllum
- Athyrium palmense
- Athyrium paludicola
- Athyrium palustre
- Athyrium pangteyi
- Athyrium parasnathense
- Athyrium pectinatum
- Athyrium pichisermollianum
- Athyrium pinetorum
- Athyrium pitcairnense
- Athyrium pokharense
- Athyrium praetermissum
- Athyrium pseudoiseanum
- Athyrium pseudopinetorum
- Athyrium pseudospinescens
- Athyrium pseudowardii
- Athyrium pubicostatum
- Athyrium pulcherrimum
- Athyrium puncticaule
- Athyrium purpurascens
- Athyrium purpureipes
- Athyrium pygmaei-silvae
- Athyrium quaesitum
- Athyrium regulare
- Athyrium reichsteinii
- Athyrium repens
- Athyrium rhachidosorum
- Athyrium rigidulum
- Athyrium rondoense
- Athyrium roseum
- Athyrium rubricaule
- Athyrium rubripes
- Athyrium ruilicolum
- Athyrium rupicola
- Athyrium sanjappae
- Athyrium sarasinorum
- Athyrium satowii
- Athyrium satsumense
- Athyrium scandicinum
- Athyrium schimperi
- Athyrium schizochlamys
- Athyrium sefuricola
- Athyrium sericellum
- Athyrium setiferum
- Athyrium setuligerum
- Athyrium shiibaense
- Athyrium shikoku-montanum
- Athyrium silvicola
- Athyrium simlense
- Athyrium sinense
- Athyrium skinneri
- Athyrium sledgei
- Athyrium sohayakiense
- Athyrium solenopteris
- Athyrium spinescens
- Athyrium spinulosum
- Athyrium strigillosum
- Athyrium subcrassipes
- Athyrium subimbricatum
- Athyrium subtriangulare
- Athyrium suprapuberulum
- Athyrium suprapubescens
- Athyrium supraspinescens
- Athyrium tashiroi
- Athyrium tejeroi
- Athyrium tenuipaleatum
- Athyrium tokashikii
- Athyrium tozanense
- Athyrium triangulare
- Athyrium tripinnatum
- Athyrium tsurutanum
- Athyrium uniforme
- Athyrium wallichianum
- Athyrium wangii
- Athyrium wardii
- Athyrium watanabei
- Athyrium venulosum
- Athyrium vermae
- Athyrium vidalii
- Athyrium viridescentipes
- Athyrium viviparum
- Athyrium yakuinsulare
- Athyrium yakumonticola
- Athyrium yakusimense
- Athyrium yokoscense
- Athyrium yuanyangense
- Athyrium yui
- Athyrium zayuense
- Athyrium zhenfengense

## Bildgalleri

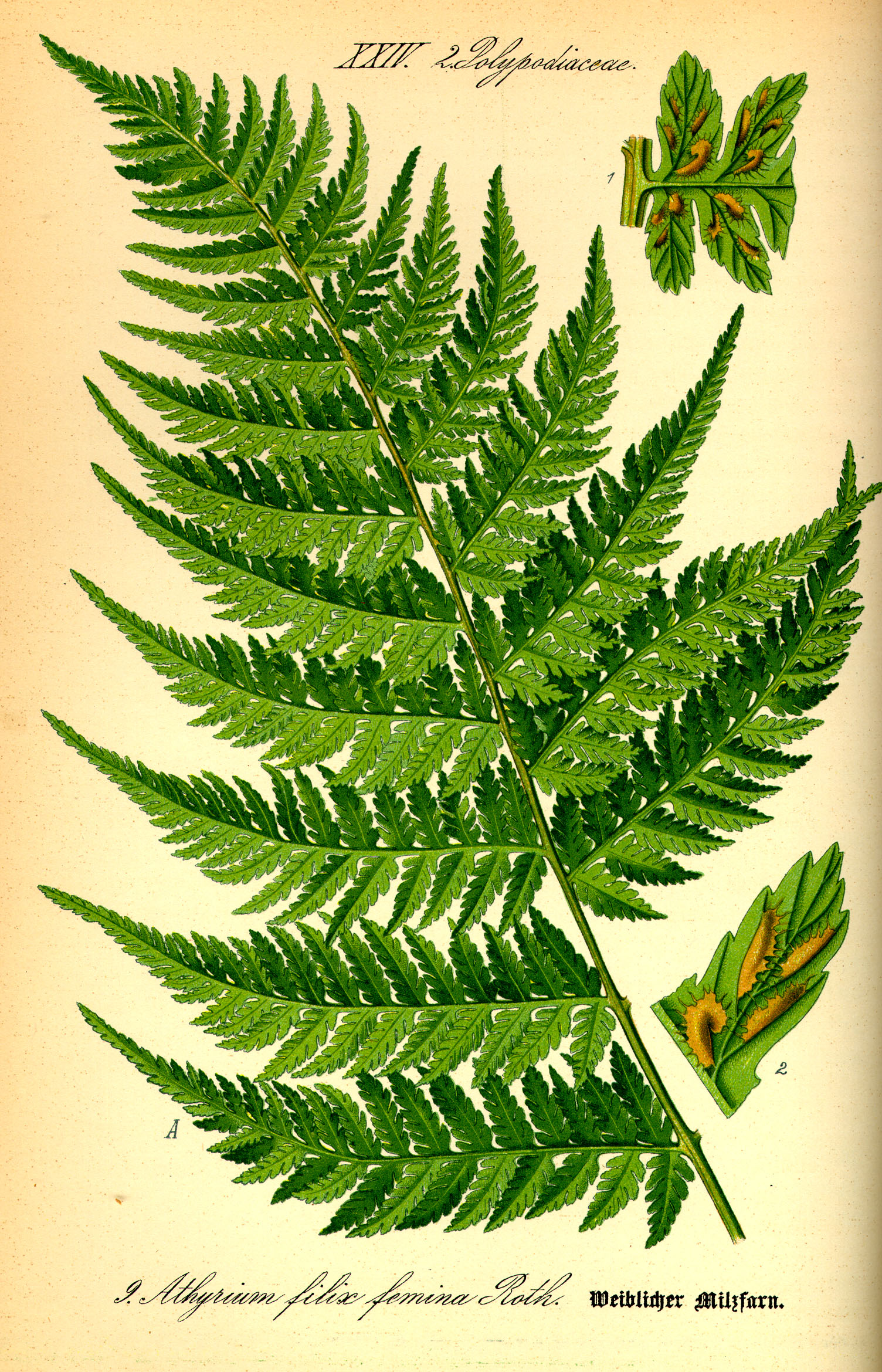